# Weltmacht USA: Ein Nachruf
Weltmacht USA: Ein Nachruf (Originaltitel: Après l’empire: Essai sur la décomposition du système américain) ist der Titel eines Buches aus dem Jahr 2002 von Emmanuel Todd, in dem er die Vereinigten Staaten von Amerika als eine Supermacht im Niedergang beschreibt. Die aggressive und beunruhigende Außenpolitik der Regierung Bush sei kein Zeichen der Stärke, sondern ein letztes Aufbäumen einer Macht, die inzwischen vom Rest der Welt abhängig sei. In dem Buch untersucht Todd die grundlegenden Schwächen der USA und kommt zu dem Schluss, sie würde wirtschaftlich, militärisch und ideologisch rapide die Kontrolle über die Weltbühne verlieren. Todd sagt voraus, dass die Vereinigten Staaten, die jetzt die einzige Supermacht der Welt sei, untergehen werde.
Besondere Aufmerksamkeit erfuhr das Buch, da Todd bereits 1976 in seinem Buch La chute finale (deutsch: Vor dem Sturz: Das Ende der Sowjetherrschaft) zu einem Zeitpunkt, als den meisten dies absurd erschien, den Zusammenbruch der Sowjetunion vorhersagte und dabei auch die Gründe und Umstände recht genau traf. Basis für seine damalige Annahme bildete unter anderem die zunehmende Säuglingssterblichkeit in der UdSSR und die anthropologisch verankerte egalitäre Grundhaltung der slawischen Familien.

## Grundthese
Die Grundthese dieses Buches ist, dass die USA im Begriff seien, ihren Status als „letzte verbliebene Supermacht“ zu verlieren. Die dafür erforderlichen militärischen, wirtschaftlichen und ideologischen Qualitäten könnten sie nicht mehr aufbringen. Daraus resultiere deren zunehmende Unberechenbarkeit und Aggressivität. Diese wird auch als Zeichen ihrer zunehmenden Schwäche und als Frustreaktion auf ihre faktische wirtschaftliche Abhängigkeit von den sich beständig emanzipierenden Großmächten Europa und Japan gedeutet.
Die gegenwärtigen USA hätten sich zu einem „räuberischer Staat“ entwickelt, der selbst massive Industrie- und Außenhandelsdefizite aufweise und deshalb die Finanzen und Produkte aller anderen Staaten aufsauge und seinen Reichtum im eigenen Land zu Lasten der Minderheiten und unteren Schichten und zum Vorteil der superreichen antidemokratischen Oberschicht umverteile.
Eine Datenanalyse und Vergleiche mit historischen Weltreichen bringen Todd zu der Überzeugung, dass sich die Vereinigten Staaten innerhalb der nächsten Jahrzehnte zu einer Regionalmacht zurückbilden würden, während die EU mit einem wieder erstarkten Russland gemeinsam mit Japan künftig das Weltgeschehen bestimmen werden.
Nach seiner Prognose sind Europa und die USA im Begriff, voneinander abzurücken, beschleunigt durch die militärischen Abenteuer der letzteren Macht im Nahen und Mittleren Osten. Als unmittelbare Folge stehe eine Intensivierung der Beziehungen zwischen Deutschland und Frankreich an, vielleicht auch Großbritanniens. Gleichzeitig würden sich immer mehr Staaten Europa zuwenden.

## Inhalt
Die deutsche Ausgabe enthält ein Vorwort vom Dezember 2022. Darauf folgt die Einführung, welche bereits die Schlussfolgerungen präsentiert. Der Hauptteil des Buches ist in acht Kapitel gegliedert:
1. Der Mythos vom weltweiten Terrorismus
2. Die große demokratische Bedrohung
3. Die imperiale Dimension
4. Die Unsicherheit des Tributs
5. Der Rückgang des Universalismus
6. Dem Starken die Stirn bieten oder den Schwachen angreifen
7. Die Wiederkehr Russlands
8. Die Emanzipation Europas

Ein Schlusskapitel und Anmerkungen schließen die Publikation ab.

### Vorwort
Todd bezieht sich auf die deutsch-französische Allianz: Ohne den deutschen Widerstand gegen den Irakkrieg als Signal für den "Aufbruch Europas in die strategische Autonomie", hätte Frankreich nicht bei der UNO auf eine Verzögerung der Kriegspläne der USA einwirken können. Nächste Etappe sollte die explizite Zusammenarbeit mit Russland sein.

### Der Mythos vom weltweiten Terrorismus
Nach dem Titel beginnt das Kapitel mit den weltweiten Fortschritten in der Alphabetisierung, die allein erst auch die Globalisierung ermögliche. Die Alphabetisierung, bei den Frauen der Welt angekommen, breche die Bevölkerungsexplosion und reduziere die Geburtenzahlen pro Frau signifikant. Diese Entwicklung verliefe in der Welt und in gleicher Weise auch in den islamischen Ländern.
Damit träten diese Länder in die geistige Moderne ein. Die zu beobachtenden Unruhen und Gewalt in diesen Ländern seien Findungsprozesse, die in ähnlicher Weise auch in Europa und USA (Bürgerkrieg) abgelaufen seien. Speziell für die These des Niedergangs des Islamismus, der zum Ende hin besonders gewalttätig sei, beruft er sich auf Gilles Kepel. Anhand der Alphabetisierungsentwicklung in den Ländern macht er Pakistan und Saudi-Arabien als nächste Krisenherde aus.
Der islamische Fundamentalismus sei mithin ein Übergangsphänomen, das man mit Geduld kanalisieren, jedoch nicht bekämpfen müsse. Der Kampf gegen den Terrorismus sei witzlos und nur im amerikanischen Interesse, da er oberflächliche militärische Eingriffe rechtfertige sowie den Stützpunktsbau in diversen Ländern.

### Die große demokratische Bedrohung
In Erweiterung von Fukuyamas These, dass Wohlstand Demokratie nach sich ziehe, sieht Todd die tieferen Ursachen für die Entwicklung zu demokratischen Strukturen in der Alphabetisierung, auch wenn er dann Fukuyama in der These folgt, dass die Welt eines Tages durch die liberale Demokratie geeint sein wird. In Anbetracht von Doyles Gesetz, wonach Demokratien keine Kriege gegeneinander führen, bedeute dies auch die Aussicht auf allgemeinen Frieden.
Allerdings sei angesichts der anthropologischen Vielfalt mit sehr unterschiedlichen Wegen zu rechnen. Und: Eine solche Entwicklung entspreche nicht den Interessen der USA, da nur ein gewisses Maß an Unruhe und Unordnung deren militärische Präsenz in der Welt rechtfertige. Realistisch betrachtet brauche ein mittlerweile zur Ruhe gekommenes Europa die USA nicht mehr. Da diese sich zudem zunehmend ausbeuterisch verhielten, sei es an der Zeit, dass Europa sich Russland als Partner zuwende.

### Die imperiale Dimension
Todd vergleicht hier die Entwicklung der Weltwirtschaft unter amerikanischer Dominanz mit den historischen Großreichen Athens und Roms und kommt zu der Aussage, dass die Globalisierung keine rein ökonomische, apolitische Entwicklung sei. Vielmehr bedürfe sie der Voraussetzung in Form der Existenz einer politisch und militärisch vorherrschenden Macht. In dem Zusammenhang bezeichnet er die Idee des komparativen Kostenvorteils als den dritten amerikanischen Exportschlager neben Popmusik und Hollywoodfilmen mit einem Wahrheitsgehalt, der dem der Hollywoodfilme nahekomme. Dies sei leicht daran zu erkennen, dass der Welthandel gerade nicht im Gleichgewicht sei, sondern ein wachsendes Ungleichgewicht aufweise; dieses weltweite Ungleichgewicht zwischen den Ländern verbreite sich nun vermehrt auch in die beteiligten Länder.
Im Sinne einer keynesianischen Definition einer Weltwirtschaft übernähmen dort die USA die Rolle des Staates. Da die Amerikaner selbst aber dem Staat misstrauisch gegenüberständen und ihn in Zaum hielten, sei es die amerikanische Bevölkerung selbst, von der die Welt Konjunkturspritzen in Form von Konsum erwarte; sie hätten für die Welt die Rolle der keynesianischen Staatsbediensteten: „Sie produzieren nichts und konsumieren nur“ (S. 98).
Die Situation sei gut vergleichbar mit der des alten Rom, als sich unter dem steten Strom der Waren und Gelder aus den eroberten Gebieten die römische Gesellschaft in Plutokraten und Plebs spaltete. Allerdings fehlten den USA inzwischen die zwei wesentlichen imperialen Voraussetzungen: Ihre militärischen und ökonomischen Zwangsmittel reichten nicht aus, um die Ausbeutung aufrechtzuerhalten, und ihr weltanschaulicher Universalismus sei im Niedergang begriffen, da Menschen und Völker nicht länger egalitär behandelt würden.

### Die Unsicherheit des Tributs
Die amerikanische Armee sei zwar zur Landesverteidigung zu groß, für eine Weltherrschaft aber zu klein. Zudem habe sie immer wieder bewiesen, dass sie nur schwer in einem Bodenkrieg Überlegenheit gewinnen könne, und sei damit weitgehend unfähig Territorium zu besetzen.
Das Streben nach Weltherrschaft sei den USA auch nicht grundsätzlich zu unterstellen, tatsächlich hätten die USA nach dem Fall der UdSSR zunächst ihre Militärausgaben und Präsenz in der Welt vermindert. Erst mit dem explodierenden Außenhandelsdefizit ab 1997 sei wieder aufgerüstet worden.
Dabei seien die Zahlungen an die USA nur sehr bedingt mit klassischen Tributzahlungen vergleichbar. Somit sei die Frage aufgeworfen, warum die Welt offenbar freiwillig das Geld in die USA bringt. Eine Analyse der Zuströme zeige, dass die Anleger vorwiegend nach sicheren Anlagemöglichkeiten suchten und die in den USA zu finden glaubten – trotz deren ansteigenden Außenhandelsdefizits. Dabei ignorierten die Anleger auch das ersichtliche Risiko, dass die Anlage auf die eine oder andere Weise verloren gehen könne, ja müsse und werde. Todd verweist dabei auf Beispiele aus der Zeit der Werkserstellung (2002) und spekuliert, ob die sich abzeichnende Dollarschwäche nur eine Schwankung sei oder bereits der Beginn des unvermeidlichen Großreinemachens, welches die imperiale Wirtschaftsposition der USA beenden werde. Die USA könnten ihren Anspruch nur dann länger aufrechterhalten, wenn sie ihren Universalismus lebten (wie es alle Weltreiche zuvor taten) und Ausländer nicht als Untertanen zweiter Klasse behandelten – was gegenwärtig leider zur weltanschaulichen Haupttendenz der Amerikaner würde.

### Der Rückgang des Universalismus
Eine wesentliche und erhaltende Kraft in Weltreichen sei die Fähigkeit, Menschen und Völker gleich zu behandeln, der Universalismus. Dieser sei Voraussetzung weiterer Ausdehnung. Der Universalismus sei der entscheidende Grund, dass Rom Athen bei weitem überragt und überdauert habe.
Die Fähigkeit zum Egalitarismus und damit Universalismus eines Volkes sei bereits in den Familienstrukturen angelegt, wesentlich erkennbar daran, ob die Brüder als Erben gleich behandelt würden. Bei den Angelsachsen sei die Disposition nicht klar. Einerseits hätten sie nie versucht, unterworfene Völker zu integrieren, ließen andererseits aber deren Sitten und Gebräuche weitgehend unangetastet. Bei den USA finde man beides: Während der Immigrationsphase seien beachtliche Integrationserfolge erzielt worden, andererseits wurden Indianer und Schwarze beispielsweise ausgegrenzt.
Für diese Ambivalenz finde man die Ursache in den englischen Familienstrukturen, welche beim Vererben keine klaren Regeln hätten, sondern beliebig und damit gleich und zugleich ungleich auf die Kinder verteilen könnten. Damit sei das Verhältnis der Angelsachsen zur Welt immer in Bewegung. Mit stark unterschiedlichen Tendenzen verschiebe sich die Barriere zwischen egal und differenziert laufend – was Todd dann ausführlich an der amerikanischen Geschichte aufzeigt.
Unter dem Druck der kommunistischen Konkurrenz habe Amerika attraktiv sein wollen und deswegen unter anderem seine Bemühungen verstärkt, auch die Schwarzen zu integrieren. Seit diese Konkurrenz verschwunden sei, würde der Kreis aber wieder enger gezogen und Schwarze und Hispanos zunehmend ausgegrenzt. Dies weist er unter anderem an der Säuglingssterblichkeit und deren Entwicklung bei den verschiedenen Bevölkerungsgruppen in den USA nach. Er betont dabei, die Ausgrenzungen seien notwendig, um andere Integrationsleistungen zu vollbringen, beispielsweise bei den Juden und den Japanern. Dabei sei die einseitige Parteinahme für Israel ein Beispiel für die „Abkehr vom Universalismus und der Hinwendung zur ausgrenzenden Betrachtung“ (S. 145). Amerika habe die Kraft des Siegers, welche die Verschmelzung der Kulturen erlaube, verloren. Das heutige Amerika sei anders als früher unproduktiv und nicht mehr tolerant.

### Dem Starken die Stirn bieten oder den Schwachen angreifen
Die USA hätten mit einem Grundwiderspruch zu kämpfen. Sie müssten ein wirtschaftliches Gleichgewicht aufrechterhalten, ohne dazu inzwischen noch die militärischen und ideologischen Voraussetzungen zu haben. Die politische Elite der USA hätte nach dem Zerfall der Sowjetunion auch keine Strategie entwickelt, sondern mit der imperialen Option einfach die nächstliegende mit dem geringsten Widerstand genommen, wobei – wie er am Strategie-Entwurf Zbigniew Brzezińskis in dessen Werk Die einzige Weltmacht erläutert – auch diese Option nicht strategisch konsequent umgesetzt wurde. Vielmehr lasse die amerikanische Elite den Dingen freien Lauf, reagiere immer nur kurzfristig auf aktuelle Anforderungen, kaum mal strategisch oder gar wirklich imperial. Bedingt durch den Mangel an Ressourcen und die Abhängigkeit von der Welt diene der hysterische Umgang mit zweitrangigen Konflikten ersatzweise als Beweis seiner Macht.
Dabei weise die Fixierung auf die islamischen Länder gleich auf drei weitere Schwächen der USA hin (und belegt dies mit umfangreichen Materialien):
- Die verstärkte Intoleranz gegenüber der Rolle der Frau im Islam auf den Niedergang der universalistischen Ideologie,
- die Obsession, sich das arabische Öl sichern zu müssen, auf den dramatischen Verlust der eigenen wirtschaftlichen Effizienz und
- die Angriffe auf die militärisch schwache islamische Welt kaschiere die eigene militärische Unzulänglichkeit zu Lande.

### Die Wiederkehr Russlands
Die USA gefielen sich in einem Verhalten gegenüber Russland, das dem Wohlwollen gleiche, welches man einem Sterbenden gegenüber zeige. Dabei seien die zwei wesentlichen strategischen Optionen gegenüber Russland bereits verspielt oder so gut wie verspielt:
- Die Auflösung Russlands durch das Schüren separatistischer Tendenzen sei gescheitert.
- Durch die Aufrechterhaltung eines gewissen Niveaus an Spannung solle Europa abgehalten werden, sich Russland weiter anzunähern; dies sei im Scheitern begriffen.

Angesichts dramatisch angestiegener Sterblichkeitsraten bei gleichzeitigem starken Rückgang der Geburtenraten pro Frau erleide Russland derzeit einen bedeutenden Bevölkerungsschwund. Da sich die Wirtschaftsdaten jedoch wieder verbessern, sei hier mit einer Trendwende zu rechnen. Sowohl reale Wirtschaftsleistung wie auch die Funktionen des Staates hätten in Russland wieder zugenommen (2002).
Bei Russland sei von einer universalistischen Grundstruktur auszugehen. Es habe eines der umfassendsten totalitären Regime der Menschheitsgeschichte selbst abgestreift. Die politische Elite Russlands habe auf die Ereignisse der letzten Jahre mit bewundernswerter Intelligenz reagiert. Unter diesen Gesichtspunkten seien die beobachtbaren totalitären Tendenzen sicher unerfreulich, aber nicht so furchtbar, wie sie auf den ersten Blick erschienen.
Dabei habe Russland aufgrund der universalistischen Grundtendenz seiner Bevölkerung viel Potenzial, auf der internationalen Bühne eine ausgleichende Rolle zu spielen, sofern es nicht in Anarchie oder Autoritarismus versinke. Ein wieder ins Gleichgewicht gebrachtes Russland verfüge über eine Bevölkerung von hohem Bildungsstand mit fast vollständiger Alphabetisierung und sei dabei beinahe unabhängig von Importen. Dies erlaube Russland eine wesentlich ruhigere Politik als den USA.
Strategisch sei zu bedenken, dass von den Nachfolgestaaten der ehemaligen Sowjetunion nur die baltischen Länder traditionelle Bindungen zu Europa hätten, die übrigen zeichneten sich dadurch aus, dass sie starke anthropologische Affinitäten zu Russland aufwiesen. Deswegen sei davon auszugehen, dass eine Entwicklung zur Demokratie in diesen Ländern stark von der russischen Entwicklung abhänge. Russland sei dabei zwar kein sicherer Kandidat zur Demokratie, jedoch ein zuverlässiger auf diplomatischer Bühne – dies einerseits wegen seiner jetzigen Schwäche, aber eben auch wegen seiner universalistischen Grundeinstellung.

### Die Emanzipation Europas
Europa erlebe den einstigen Friedensstifter USA zunehmend als Störenfried und entwickele beängstigende Zweifel am Verantwortungsbewusstsein der Führungsmacht, kündige so langsam den Gehorsam und finde sich in eigener Verantwortung zusammen. Die europäischen Kernländer fühlten sich von den USA gleichzeitig angezogen und abgestoßen. Dies sei ein Spannungsfeld, typisch für eine näherrückende Scheidung. Da eine Integration in das amerikanische Reich eine bewusste Entscheidung der europäischen Länder voraussetze, sei damit nicht zu rechnen. Ließe man den Dingen jedoch ihren Lauf, sei ein Auseinanderleben unausweichlich.
Auch kulturell gebe es grundlegende Unterschiede zwischen Europa und den USA: In Amerika bestimmten religiöse Phrasen den Alltag, während sich Kerneuropa zum Agnostizismus entwickelt habe. Die Europäer lehnten die Todesstrafe weitgehend ab, während die Amerikaner eifrig hinrichteten. Die Rolle der amerikanischen Frau rufe bei den Europäern Kastrationsängste hervor und sei ihnen ähnlich unheimlich wie die Dominanz der muslimischen Männer.
Die europäischen Gesellschaften seien aus der Knochenarbeit armer Bauern hervorgegangen. Fast genetisch sei bei ihnen deswegen ein Sinn für ausgewogenes Wirtschaften verankert. Die Amerikaner hätten dagegen auf scheinbar unerschöpfliche Ressourcen aufbauen können und entwickelten eine „Wachstumsreligion“, die sich um Ausgewogenheit nicht kümmere.
Anders als die Amerikaner hätten die Europäer kein feindseliges Verhältnis zu ihrem Staat, akzeptierten die soziale Absicherung als Kern des staatlichen Ausgleichs. Vor dem Hintergrund wirke der amerikanische Kapitalismus den Europäern als Bedrohung. Dies gelte auch für Japan. Angesichts der beobachtbaren Tatsache, dass es Amerika zunehmend schlechter gelinge, die eigene Bevölkerung zu ernähren, wirke deren Modell immer weniger als Vorbild. Zudem riefen die Tendenzen, das Modell nach Europa zu exportieren, dort Unruhen und ein Erstarken des Rechtsextremismus hervor. In dieser Auseinandersetzung entdecke gerade Deutschland im Rheinischen Kapitalismus seine Nähe zu Frankreich.
Europa emanzipiere sich ökonomisch zunehmend und werde auch für bisherige Stützpunkte der USA, der Türkei, Polen und Großbritannien, zunehmend attraktiv. Dies schwäche die USA auch militärisch. Europa habe zudem kein besonderes Problem mit seiner Außenwelt. Es unterhalte weltweite Handelsbeziehungen und zahle für seine Importe aus den Überschüssen, habe damit ein langfristig friedliches Interesse. Für Europa stellten sowohl Arabien als auch Russland eine verlässliche Option dar im Tausch von Rohstoffen gegen Industriegüter. Unsicher sei zwar noch, wie Großbritannien sich entscheide, eine Einführung des Euros dort würde allerdings auch dieses Land fest an Europa und dessen Kurs weg von Amerika binden.

### Schluss: Endspiel
Emmanuel Todd prognostiziert den Niedergang der amerikanischen Hegemonie bis 2050 und betont, dass dies die Vereinigten Staaten zu einer regionalen Macht machen wird, ohne dass sie dabei verschwinden. Er argumentiert, dass keine andere Nation – weder Europa, Russland noch Japan – die hegemoniale Lücke füllen wird, was zu einem geopolitischen "Patt" führt, vergleichbar mit einem Schachspiel ohne eindeutigen Sieger. Unter Schmerzen finde in der Welt ein Umbruch statt, der jedoch Entwicklung und weltweit mehr Demokratie verspreche. Amerika sei dabei in vielerlei Hinsicht zu schwach, um wirkliche Weltherrschaft zu erlangen. 
Um den Anschein einer Weltmacht zu wahren, müsse es daher gegen unbedeutende Staaten militärisch aktiv werden. Dabei unterschätzten sie allerdings, wie stark sie dadurch Japan und Europa von sich weg und in andere Hände trieben. Europa werde zunehmend bewusst, dass Russland militärisch kein Risiko mehr darstelle, dafür aber zur europäischen Sicherheit beitrage. Europa werde auch bewusst, dass die amerikanischen Umtriebe am Golf mehr die europäische Ölversorgung gefährde, denn die amerikanische sichere, da Europa wesentlich mehr auf dieses Öl angewiesen sei als die USA, die sich anderweitig versorgten und Amerika so indirekt die europäische kontrolliere.
Todd plädiert dafür, dass die Vereinigten Staaten zu ihren Wurzeln als demokratischer und liberaler Nationalstaat zurückkehren und ihre Handelsbilanz ausgleichen. Er prognostiziert, dass der Lebensstandard der amerikanischen Bevölkerung um etwa 15–20 % sinken wird, hebt jedoch die Anpassungsfähigkeit der US-Wirtschaft als entscheidenden Vorteil hervor. Amerika müsse durch eine massive Krise, die auch zu einer realistischen Neuberechnung seines Bruttoinlandsprodukts führen müsse. Das sei für die USA die Chance, wieder ein demokratisches, liberales und produktives Land zu werden. Derweil müsse Europa direkt mit Russland, dem Iran und arabischen Ländern über Öl verhandeln.
Die sich abzeichnende neue Welt werde kaum einheitlich demokratisch sein. Während sich die Entwicklungsländer tatsächlich in Richtung Demokratie entwickelten, sei in entwickelten ein Trend zur Oligarchie unverkennbar, was sich an der Ausdifferenzierung von Schichten unterschiedlichen Bildungsniveaus dort zeige. Die USA seien in dieser Hinsicht bereits keine Demokratie mehr, was ihre Fähigkeit, Angriffskriege zu führen, bestätige.
Daher betont Todd die Notwendigkeit, die globale Governance neu zu gestalten, und schlägt vor, dass Japan und Deutschland als zweit- und drittgrößte Volkswirtschaften der Welt ständige Mitglieder des Sicherheitsrats der Vereinten Nationen werden sollten, um dessen Legitimität und Effektivität zu stärken. Er hebt Japans pazifistische Haltung hervor, die durch seine einzigartige historische Erfahrung mit Atombombenangriffen geprägt ist, sowie dessen von anglo-amerikanischen Modellen abweichende ökonomische Perspektive, die zur globalen Stabilität beiträgt. Im Hinblick auf Deutschland erkennt er den Widerstand an, der aufgrund der bestehenden westlichen Dominanz im Sicherheitsrat besteht, und schlägt vor, dass Deutschland sich einen Sitz mit Frankreich teilt, um Bedenken hinsichtlich einer Überrepräsentation westlicher Staaten zu begegnen.
Insgesamt sei es wichtig, sich zu vergegenwärtigen, dass die wirklich großen bewegenden Kräfte Demografie und Bildung seien.

## Rezeption
John Kampfner, Vorsitzender der britischen Creative Industries Federation und Zeitungsherausgeber, schrieb 2004 über das Buch, es sei ein kraftvolles Gegenmittel gegen die „hysterische Übertreibung der Macht und des Potenzials Amerikas durch amerikanische Triumphalisten und antiamerikanische Polemiker gleichermaßen. [...] (Todd verstehe) ‚anders als die amerikanischen Eliten, dass militärische Macht und den Import von Fertiggütern und Migranten zu Förderung des globalen Wachstums beigetragen haben‘. Mit anderen Worten leben die USA von geborgter Zeit. Die Aufrechterhaltung ihres Reichtums hängt von Billigarbeit (sweatshop labour) innerhalb und außerhalb ihrer Grenzen ab.“ So erklären allein die Einfuhren des „Einzelhandelsmonsters“ Walmart schon einen Anstieg des chinesischen Bruttoinlandsprodukts.  Er falle jedoch „beim Übergang vom Einzelnen zum Allgemeinen in die schlimmsten Instinkte der modernen politischen Klasse Frankreichs zurück, indem er windige Konstruktionen benutzt, um einen schlechten Mix aus Klischees und Wunschdenken zu verschleiern“. So überschätze er die Autonomie Europas. Kampfner lobt auch die funkelnde Sprache Todds, so den Begriff des „theatralischen Mikromilitarismus“ zur Kennzeichnung der US-Politik.
Richard Kiessler weist in einer Rezension darauf hin, dass eine ähnliche Niedergangsprognose bereits Paul Kennedy in seinem Buch Aufstieg und Fall der großen Mächte vertreten habe. Todd sei, „bei aller Zuspitzung und Fragwürdigkeit einiger seiner methodischen Annahmen, ein Befürworter einer multipolaren Welt“.
In diesem Punkt treffe er sich mit den Thesen im Buch „Das Paradox der amerikanischen Macht“ von Joseph Nye. Kiessler bezeichnet Todds Buch als unbedingt lesenswerte Streitschrift und nennt dessen Thesen provokant sowie polemisch. Todd unterlasse es allerdings, die Sprengkraft des israelisch-arabischen Konfliktes und die asymmetrische Bedrohung Europas durch den transnationalen Terrorismus islamistischer Akteure angemessen zu gewichten.